# Прапор Красного (селища)
Прапор Красного — один з офіційних символів селища Красне, Золочівського району Львівської області.
Автори — Уляна Гречило та Андрій Гречило.

## Історія
Прапор затвердила сесія селищної ради рішенням від 22 серпня 2001 року.

## Опис
Квадратне синє полотнище, із середини верхнього краю та з нижніх кутів до центру йдуть жовті смуги (завширшки в 1/5 сторони прапора), у центрі — червона геральдична троянда з жовтим осердям і зеленими листочками.

## Зміст
Троянда вказує на назву поселення, яка походить від слова «красний», тобто «гарний» (наприклад, «гарний як ружа»). Вилоподібний хрест символізує три гілки залізниці, які сходяться у Красному й уособлює одну з основних галузей, у якій працюють місцеві мешканці.
Квадратна форма полотнища відповідає усталеним вимогам для муніципальних прапорів (прапорів міст, селищ і сіл).